# Deuces Are Wild
«Deuces Are Wild» es una canción de la banda estadounidense Aerosmith, compuesta por Steven Tyler y Jim Vallance.
La canción fue incluida en el álbum The Beavis and Butt-Head Experience a finales de 1993 y fue lanzada como sencillo promocional en 1994. El sencillo fue un éxito radial, encabezando la lista Billboard Mainstream Rock Tracks por cuatro semanas en 1994 y alcanzando la posición #25 en Canadá. Además del mencionado álbum, la canción se incluyó en el recopilatorio Big Ones.

## Créditos
- Steven Tyler - voz
- Brad Whitford - guitarra
- Joe Perry - guitarra
- Tom Hamilton - bajo
- Joey Kramer - batería